# Dadra och Nagar Haveli
Dadra och Nagar Haveli är ett distrikt, till 2020 ett unionsterritorium, i västra Indien. Befolkningen på cirka 340 000 invånare är till större delen adivasi och talar bhili, gujarati och hindi. Huvudstaden heter Silvassa.

## Historia
Territoriet tillhörde Portugal från 1779 till 2 augusti 1954, när direkt lokalt styre infördes, följt av inkorporation i Indien 1961. Det slogs 26 januari 2020 ihop med Daman och Diu till Dadra och Nagar Haveli och Daman och Diu.

## Geografi

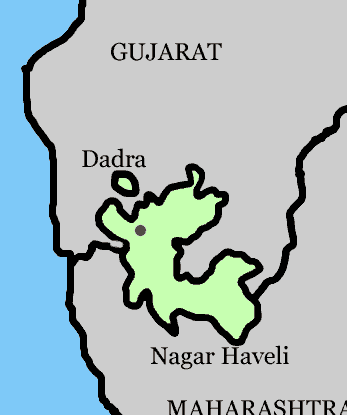
Detaljkarta.

Nagar Haveli är beläget i västra Indien, mellan delstaterna Maharashtra och Gujarat, medan Dadra är en enklav några kilometer norr om Nagar Haveli inne i Gujarat. Territoriet ligger i floden Daman Gangas bevattningsområde; städerna Dadra och Silvassa ligger båda på flodens norra bank. 
Västra Ghats reser sig i öster, och dess utlöpare upptar östra delen av detta territorium.

## Ekonomi
Tillverkningsindustrin är viktig i territoriet, och har sökt sig hit eftersom skatterna är låga och inga tullar tas ut för handeln hit.